# 27314 Janemcdonald
27314 Janemcdonald è un asteroide della fascia principale. Scoperto nel 2000, presenta un'orbita caratterizzata da un semiasse maggiore pari a 2,2046847 UA e da un'eccentricità di 0,0889400, inclinata di 7,48326° rispetto all'eclittica.